# Unterheumödern
Unterheumödern ist ein Gemeindeteil der Stadt Treuchtlingen im Landkreis Weißenburg-Gunzenhausen (Mittelfranken, Bayern). Unterheumödern liegt in der Gemarkung Windischhausen.

## Lage
Der Weiler liegt in der Südlichen Frankenalb westlich von Treuchtlingen. Südlich befindet sich das Waldgebiet Grottenhof. Nördlich von Unterheumödern führt die Staatsstraße 2216 vorbei, von der zwischen Treuchtlingen und Windischhausen eine Gemeindeverbindungsstraße abzweigt, die über Oberheumödern nach Unterheumödern führt.

## Ortsname
Die Grundbezeichnung „Heumödern“ könnte gedeutet werden als „Bei den Grasmähern“ bzw. „Siedlung zu den Wiesen, wo geheut wird“. Zugrunde liegt das mittelhochdeutsche Wort „meder/mæder“ = „Mäher, Mäder“. Vielleicht wurde der Ortsname im Sinne eines Grasplatzes, der nur einmal gemäht wird, gebildet. „Unter-“heumödern liegt circa 20 Höhenmeter tiefer als der Nachbarort „Ober-“heumödern.

## Geschichte
Südöstlich des Weilers sind mindestens drei hallstattzeitliche Grabhügel bekannt, die vermutlich alle 1842/43 ergraben wurden.
Der wohl im 12. Jahrhundert entstandene Weiler erscheint als „Hœumœdern“ 1299, als Ulrich von Pappenheim-Treuchtlingen dem Benediktinerinnenkloster St. Walburg zu Eichstätt Einkünfte von seinen Gütern in ebendiesem Weiler vermachte; dass Unterheumödern gemeint ist, wird aus dem Salbuch des Klosters von 1360 deutlich, wo der Weiler „Niderheimeder“ genannt ist. Auch das um 1490 angelegte Klostersalbuch führt die Abgabepflicht des Hofes in „Hewmedern“ an. Einen weiteren Hof erhielt 1481 Georg von Pappenheim tauschweise vom Benediktinerkloster Wülzburg bei Weißenburg; bereits 1286 hatte das Kloster einem Ulrich von Mittelburg Einkünfte zu „Hæmed(er)en“ übergeben, nachdem es zuvor von ihm mit den Gütern beschenkt worden war. 1596 gehören beide Höfe und ein Haus dem Marschall von Pappenheim und Treuchtlingen. Sie gehen an die ansbachisch-brandenburgischen Markgrafen über; nach einem Beleg von 1732 sind nämlich zwei ganze Höfe und ein Gütlein mit Abgaben und allen Rechten dem brandenburgischen Verwalteramt Treuchtlingen zugehörig. Nur der Zehnt war davon ausgenommen, er ging an das Augustiner-Chorherrenstift Rebdorf.
Am Ende des Heiligen Römischen Reiches bestand Unterheumödern aus einem Hof, zwei Halbhöfen und einem Gütlein. Seit 1806 im Königreich Bayern, wurden Ober- und Unterheumödern, die eine Gemeinde bildeten, 1808 dem Steuerdistrikt Auernheim und 1801 sowie 1818 der Munizipalgemeinde Treuchtlingen zugeordnet; nach Treuchtlingen war Unterheumödern bereits im Alten Reich eingepfarrt. Mit Wirkung vom 26. August 1864 kamen Ober- und Unterheumödern zur Gemeinde Windischhausen im Landgericht Heidenheim (später Landkreis Gunzenhausen). Im Zuge der Gebietsreform in Bayern wurde diese Gemeinde am 1. Juli 1972 nach Treuchtlingen eingemeindet.
Die zwei landwirtschaftlichen Anwesen von Unterheumödern wurden in den 1980er Jahren noch als Vollerwerbsbetriebe geführt. Das Anwesen Nr. 14 ist als Bauernhaus in Jura-Bauweise als Denkmal erfasst; es besitzt an der Giebelseite einen Anbau, der vermutlich als Altsitz gedient hat.

### Einwohnerzahlen

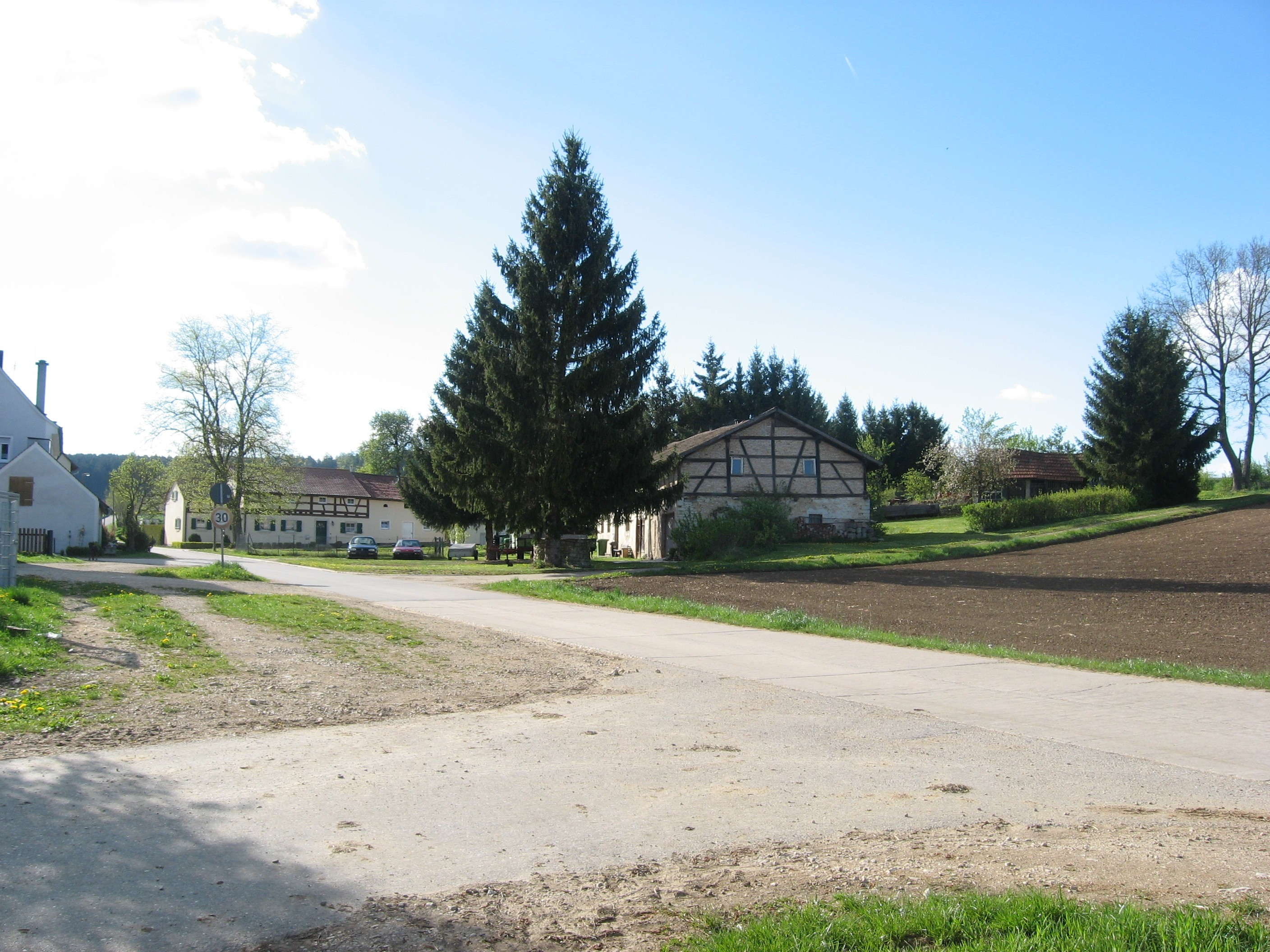
Der östliche Ortsrand

- 1818: 30 Einwohner[9]
- 1846: 25 „Seelen“[6]
- 1861: 31 Einwohner, 11 Gebäude[12]
- 1950: 29 Einwohner, 4 Gebäude[13]
- 1961: 20 Einwohner, 5 Wohngebäude[14]
- 1970: 20 Einwohner[15]
- 1987: 14 Einwohner, 4 Wohngebäude[16]
- 1. Januar 2011: 14 Einwohner[17]
- 31. Dezember 2013: 15 Einwohner[18]